# Antoine-Michel Padeloup
Antoine-Michel Padeloup vagy Padeloup le jeune (Párizs, 1685. december 22. – Párizs, 1758. szeptember 7.) francia könyvkötő. A híres 17–18. századi Padeloup könyvkötő-dinasztia legjelesebb tagja.

## Élete
A családi könyvkötő műhelyt nagyapja, Antoine Padeloup (?–1668) nyitotta meg 1623-ban Párizsban. Antoine-Michel 1712-ben szerezte meg mesterlevelét. 1725-ben apja, Michel Padeloup halálával vette át a családi vállalkozást. 1733. augusztus 23-án a francia udvar alkalmazásába került, s XV. Lajos királyi könyvkötő mestere (relieur de roi) lett, s ezt a tisztet egészen haláláig betöltötte. Megrendelői közé tartozott a portugál király, V. János és Marquise de Pompadour is.
1712 előtt feleségül vette Marguerite Renault-t, akitől több gyermeke született. Miután megözvegyült, hatvanhat évesen, 1751-ben újraházasodott, s második hitvese a tizenkilenc éves Claude Perrot lett, akitől hátralévő életében további hat gyermeke született. Halála után egyik fia, Jean Padeloup (1716–?) vette át a családi könyvkötő műhely vezetését.
Az általa kötött könyveket jellemzően vörös, zöld és sárga bőrberakással megrajzolt növényi mintákkal, szövevényes indafonatokkal és virágokkal, esetenként aprólékos gonddal elkészített bőrmozaikkal díszítette. Az ő nevéhez fűződik a csipkedíszes kötés bevezetése is. Ugyancsak ő volt az első, aki egyfajta védjegyül nyomatott címkéket (étiquettes) ragasztott az általa kötött könyvek cím- vagy kolofonoldalára.

## Külső hivatkozások
- Antoine-Michel Padeloup élete és munkái a cyclopaedia.org-on (angolul)